# مرکیش بوخهولز
شهر مرکیش بوخهولز (به آلمانی: Märkisch Buchholz) در ایالت برندنبورگ در کشور آلمان واقع شده‌است.